# Tallahassee Tennis Challenger 2011
Il Tallahassee Tennis Challenger 2011 è stato un torneo professionistico di tennis maschile giocato sul cemento. È stata la 3ª edizione del torneo, che fa parte dell'ATP Challenger Tour nell'ambito dell'ATP Challenger Tour 2011. Si è giocato a Tallahassee negli USA dall'11 al 16 aprile 2011.

## Partecipanti

### Teste di serie
| Nazionalità | Giocatore          | Ranking* | Testa di serie |
| ----------- | ------------------ | -------- | -------------- |
| Germania    | Rainer Schüttler   | 87       | 1              |
| Giappone    | Gō Soeda           | 91       | 2              |
| Stati Uniti | Michael Russell    | 92       | 3              |
| Stati Uniti | Ryan Sweeting      | 93       | 4              |
| Argentina   | Brian Dabul        | 104      | 5              |
| Stati Uniti | Alex Bogomolov Jr. | 107      | 6              |
| Stati Uniti | Donald Young       | 120      | 7              |
| Australia   | Marinko Matosevic  | 139      | 8              |

- Ranking al 4 aprile 2011.

### Altri partecipanti
Giocatori che hanno ricevuto una wild card:
- James Blake
- Andrea Collarini
- Denis Kudla
- Michael Shabaz

Giocatori che sono passati dalle qualificazioni:
- Wayne Odesnik
- Greg Ouellette
- Vasek Pospisil
- Daniel Yoo
- Nicholas Monroe (Lucky loser)
- Joseph Sirianni (Lucky loser)

## Campioni

### Singolare
Donald Young ha battuto in finale  Wayne Odesnik con il punteggio di 6–4, 3–6, 6–3

### Doppio
Vasek Pospisil /  Bobby Reynolds hanno battuto in finale  Gō Soeda /  James Ward con il punteggio di 6–2, 6–4